# لغات ليبيا
اللغة الرسمية في ليبيا هي العربية الفصحى. ومعظم السكان يتحدثون إحدى اللهجات العربية كلغة أولى، أبرزها اللهجة الطرابلسية واللهجة الشرقاوية (البرقاوية).

## اللغة الرئيسية

### العربية
```
اللغة الرسمية لليبيا هي 
العربية
.
[
1
]
 كلغة مشتركة بين اللغات الأخرى أما 
اللهجة الليبية
 المحليّة المتنوعة عبارة عن مزيج من اللغات المحلية كالعربية والامازيغية والتباوية والايطالية والتركية وتسمى 
بالدارجة
 يتحدث بها إلى جوار 
العربية الفصحى
.
```

## الأقليات اللغوية

### الأمازيغية
عدد من اللغات الأمازيغية يتحدث بها أيضًا، تضم التماشق، الغدامسية، نفوسي، السوكنية والأوجلية. وهي اللغة الاصلية لي ليبيا ومزال بعض الليبين محافظين على هذه اللغة إلى اليوم
يناهز عدد متحدثي الأمازيغة حوالي 305,000 فرد. من هؤلاء، أهم مجموعة، النفوسية والزوارية، ويرتكزون في منطقة طرابلس. اللغات الأمازيغية يتحدث بها أيضًا في بعض الواحات، تشمل الغدامسية، الأوجلية، السوكنية. فيما لغة التماشق يتحدث بها من قبل الطوارق.
رفض زعيم البلاد السابق معمر القذافي وجود الأمازيغ كعرق منفصل، وأسمى الأمازيغ «نتاج الاستعمار» الذين صنعهم الغرب لتقسيم ليبيا. اللغة الأمازيغية لم يعترف بها أو تدرس في المدارس، وكان من الممنوع في ليبيا منح الأطفال أسماء أمازيغية.
بعد اندلاع الحرب الأهلية في ليبيا،  أظهر المجلس الوطني الإنتقالي انفتاحًا تجاه اللغة الأمازيغية. فيما قامت «قناة ليبيا لكل الأحرار»، بضم اللغة الأمازيغية وحروف التيفينانغ إلى بعض برامجها، وأطلقت قناة أمازيغية ليبية في وقتٍ لاحق.

### دومرية
الدومرية، لغات هندية إيرانية يتحدث بها الدومر (قرابة 33,000 متحدث).

### التيدا
اللغة النيلية الصحراوية، تيدا يتحدث بها بضعة الآف تباوي.

## اللغات الأجنبية
الإنجليزية هي أكثر لغة أجنبية بروزًا في الأعمال والأغراض الاقتصادية كما يتحدث بها جيل الشباب. علاوة على ذلك، هنالك الآف الشباب الليبيين قد تعلموا بجامعات في المملكة المتحدة وأيرلندا.
اللغة الإيطالية لا تزال معروفة لدرجة ما لدى بعض كبار السن، بشكل رئيسي الليبيون الإيطاليون.
بعد الحرب الأهلية الليبية الأولى والمساعدة الأتية من فرنسا، بدأت اللغة الفرنسية للمرة الأولى شعبية لدى أوساط الجيل الشاب. ولهذا السبب ستشجع فرنسا تدريس اللغة الفرنسية في ليبيا، كما أقرت الحكومة تعليم اللغة الفرنسية إلزاميًا في المرحلة المتوسطة.